# Vis Pesaro dal 1898

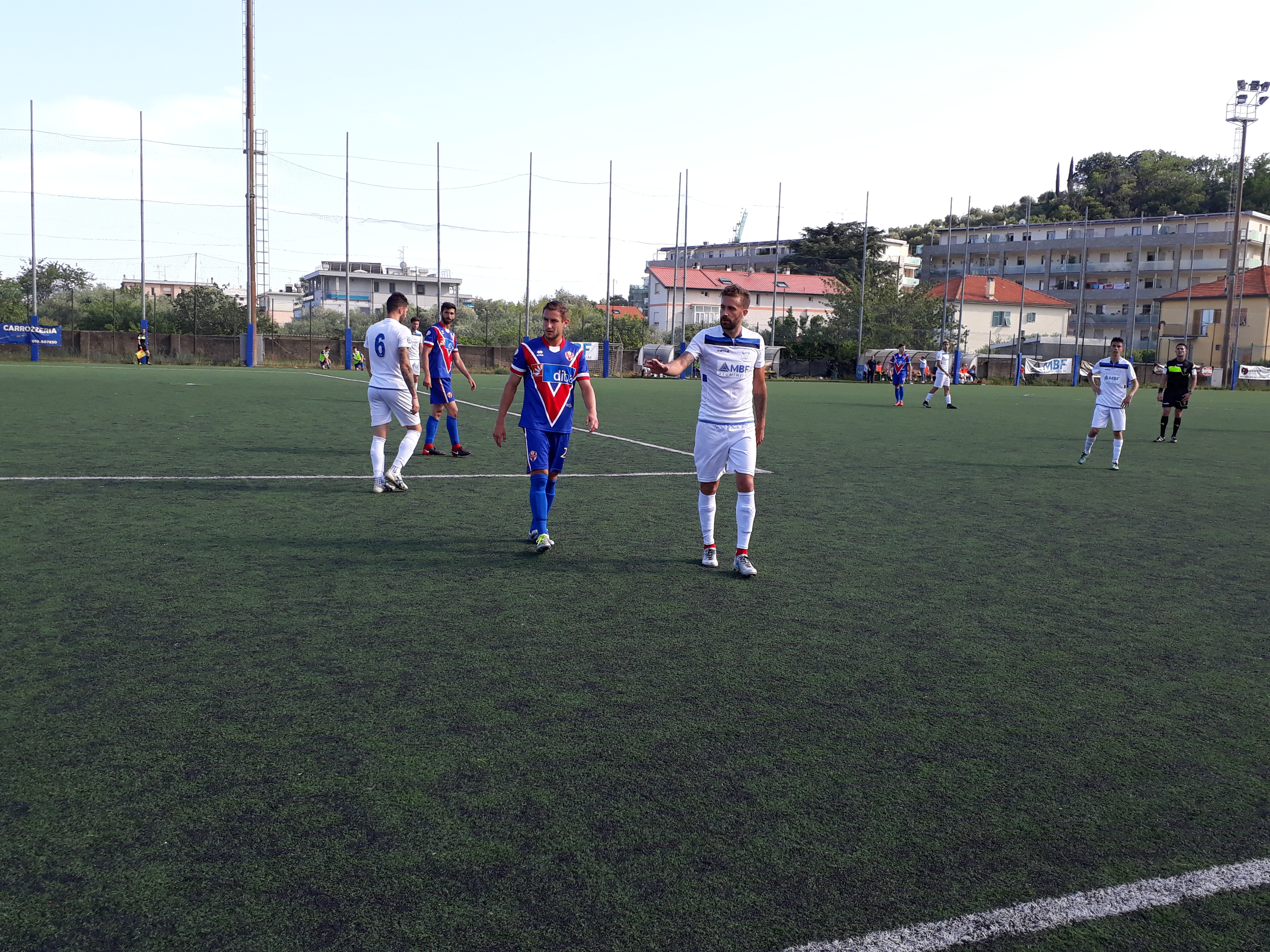
Vis Pesaro ante Albissola, mayo de 2018.

El Vis Pesaro dal 1898  es un club de fútbol de Italia, con sede en Pésaro, en las Marcas. Fue fundado en 1898 y refundado en varias ocasiones. Compite en la Serie C, tercera categoría del fútbol italiano.

## Historia
Fue fundado en el año 1898 en la ciudad de Pesaro con el nombre SP Vis Sauro Pesaro, aunque fue hasta 1922 que participa por primera vez en competiciones oficiales y para 1926 cambia su nombre por el de GS Vis Pesaro.
En 1933 cambia su nombre por SS Vis Pesaro y estuvo jugando a nivel regional hasta que se retiró de la competición en 1938, pasa a jugar en la Serie C y juega por primera vez en la Copa Italia en la que llegó a la ronda de los mejores 16. En 1940 cambia su nombre por el de Polisportiva Vis Pesaro y cinco años después regresan a llamarse SP Vis Sauro Pesaro, permaneciendo en la tercera división hasta que desciende en 1948.
Luego de varios cambios de categoría regresan a la Serie C en 1959, donde permanece hasta su descenso en 1961. Regresa a la tercera división en 1963 para descender tras solo una temporada, obteniendo el ascenso nuevamente en 1966, año en el que cambia su nombre por el de SS Vis Pesaro. El equipo desciende a la Serie D en 1970.
En 1978 consigue el ascenso a la Serie C2, donde estuvo hasta que descendió en 1981. En 1984 pasa a llamarse Vis Pesaro Calcio y dos años después regresa a la Serie C2, donde en solo una temporada gana el ascenso a la Serie C1. Luego el club estuvo entre la tercera y cuarta división hasta que en 1993 el club es excluido del campeonato por insolvencia económica, aunque ese mismo año el club es refundado como Vis Pesaro 1898 en las divisiones regionales.
En 1994 logra el ascenso a la Serie C2, y en el 2000 asciende a la Serie C1, donde estuvo hasta descender en 2005 y siguió bajando de categoría hasta llegar a las ligas regionales, donde en 2006 el club declara insolvencia económica y desaparece, aunque nuevamente es refundado ese año y consigue adquirir la plaza del USI Urbinelli con el nombre ASD Nuova Vis Pesaro 1898. En 2008 pasa a llamarse ASDF Pesaro 1898 luego de fusionarse con el FC Villa Pesaro nombre que cambiaron al año siguiente por ASD Vis Pesasro 1898
En 2010 cambian su nombre por el que tiene actualmente.

## Palmarés

### Torneos interregionales
- Serie C2 (2): 1986-87 (Grupo C), 1991-92 (Grupo B)
- Campionato Interregionale (2): 1958-59 (Grupo D), 1985-86 (Grupo F)
- Serie D (3): 1962-63 (Grupo C), 1965-66 (Grupo C), 2017-18 (Grupo F)
- Campionato Nazionale Dilettanti (1): 1993-94 (Grupo E)

### Torneos regionales
- Terza Divisione Marche (1): 1927-28 (Grupo A)
- Promozione Marche (2): 1972-73, 1983-84 (Grupo A)
- Prima Divisione Marche (1): 1953-54